# Robert Stolz

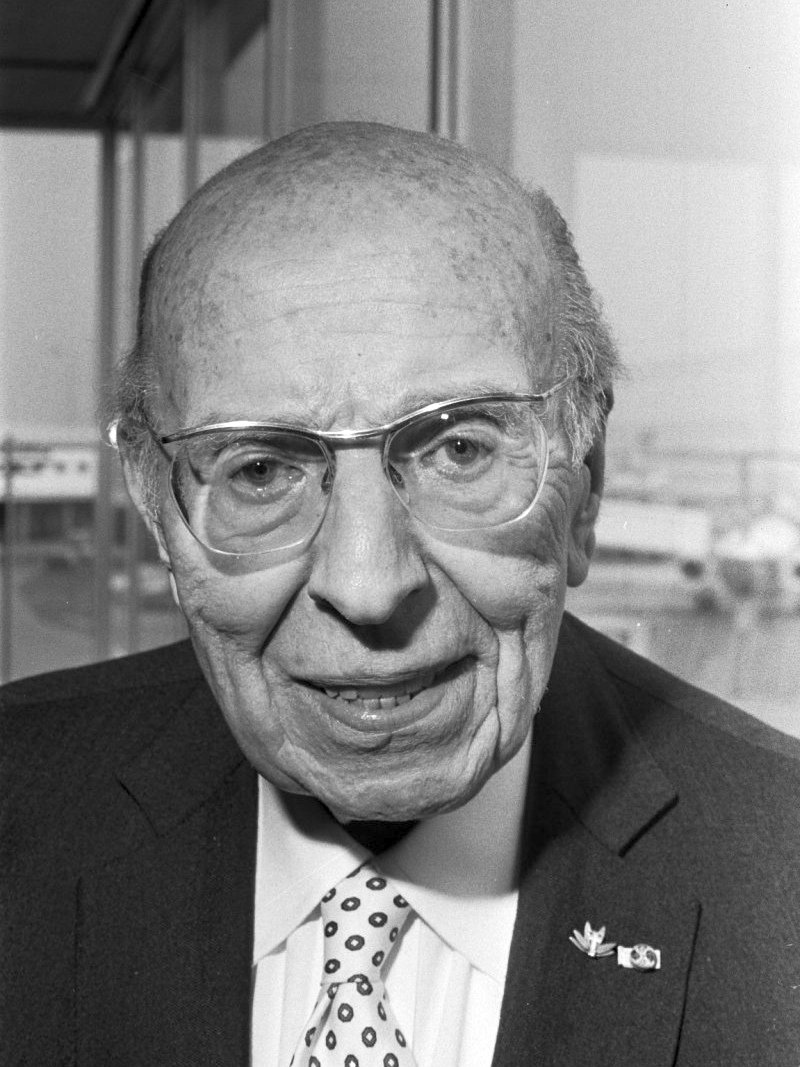
Robert Stolz um 1970

Robert Elisabeth Stolz (* 25. August 1880 in Graz, Steiermark; † 27. Juni 1975 in Berlin) war ein österreichischer Komponist und Dirigent.

## Leben
Robert Stolz war das zwölfte Kind des Komponisten und Musikdirektors Jakob Stolz und dessen Frau Ida Stolz, geb. Bondy, einer Pianistin und Musiklehrerin. Er studierte Musik in Graz, Berlin und Wien. 1896 absolvierte er die Staatsprüfung für Musik. 1897 wurde er Opernkorrepetitor am Städtischen Theater Graz, danach Kapellmeister in Marburg an der Drau und 1902 am Stadttheater Salzburg.

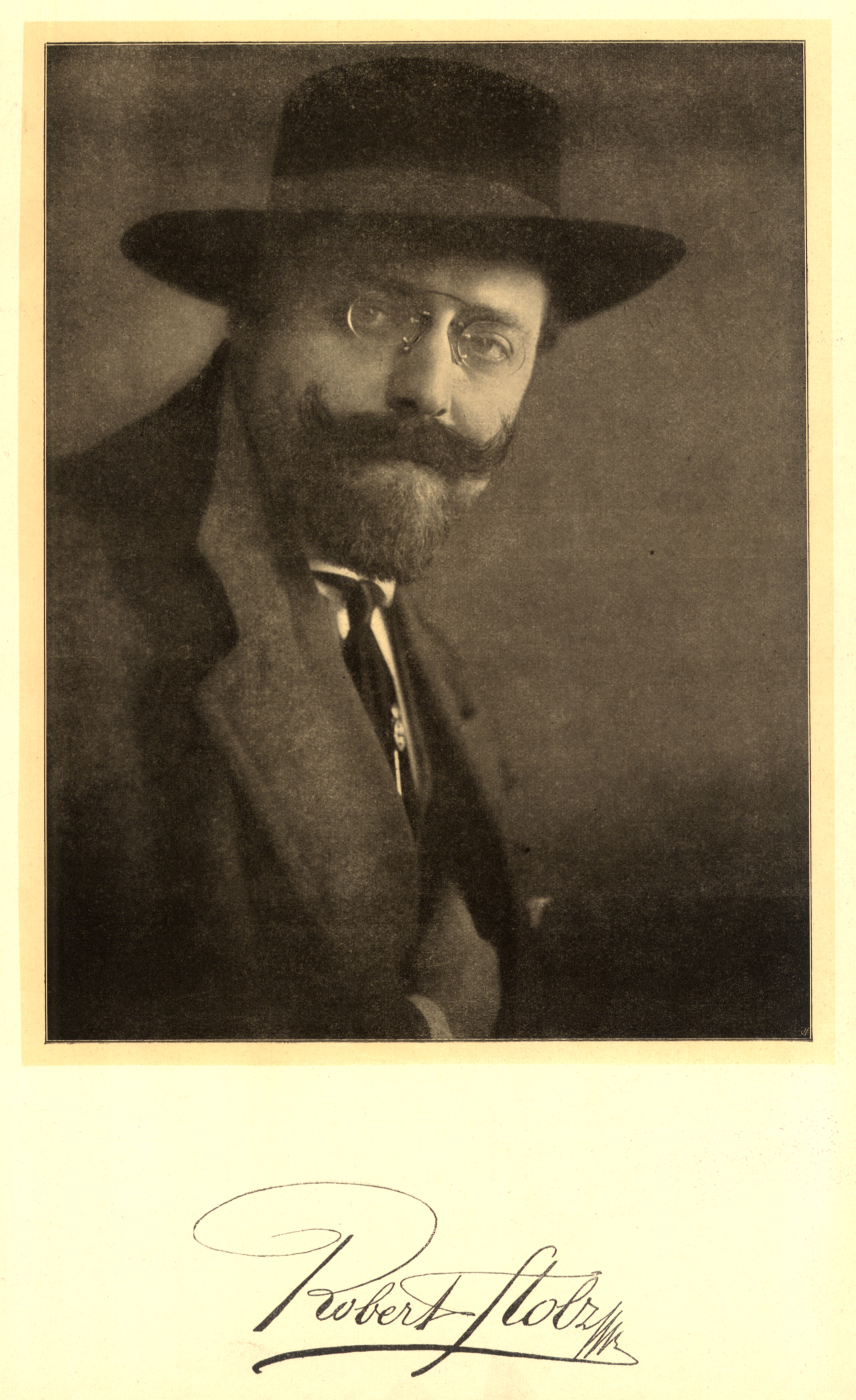
Robert Stolz um 1915

Dort debütierte er am 3. März 1903 mit der Operette Schön Lorchen als Komponist. Nach einem Engagement am Deutschen Stadttheater in Brünn – seine Abschiedsvorstellung leitete er am 29. Mai 1907 – war er von 1907 bis 1917 musikalischer Leiter am Theater an der Wien.
Während seiner Tätigkeit als musikalischer Leiter am Theater an der Wien dirigierte er auch Premieren von musikalischen Bühnenwerken von zeitgenössischen Komponisten. Dazu gehörte unter anderem auch die Uraufführung der Operette Der Graf von Luxemburg von Franz Lehár am 12. November 1909.
Von 1914 bis 1918 leistete er Kriegsdienst, unter anderem als Kapellmeister beim K.u.k. Infanterie-Regiment Hoch- und Deutschmeister Nr. 4.
Als sein Versuch, sich mit einem eigenen Theater selbstständig zu machen, an den immensen Kosten durch behördliche Auflagen scheiterte, ging er 1924 nach Berlin. 1925 kam hier im Kabarett der Komiker seine Operette Märchen im Schnee zur Aufführung. In der Annagasse (St. Annahof (Wien)) wurde 1924 die kurzlebige Robert-Stolz-Bühne eröffnet. Ab 1926 lebte Robert Stolz wieder in Wien. Er schrieb über 60 Operetten sowie zahlreiche Filmmusiken, Schlager u. a. und gilt als letzter Meister der Wiener Operette. Viele Stücke aus seinen Werken sind bis heute bekannt und beliebt, z. B. Im Prater blüh’n wieder die Bäume, Salome, Auf der Heide blüh’n die letzten Rosen, Vor meinem Vaterhaus steht eine Linde, Die ganze Welt ist himmelblau, Mein Liebeslied muß ein Walzer sein, Adieu, mein kleiner Gardeoffizier, Wien wird schön erst bei Nacht etc. Seine Ausflüge in die E-Musik blieben die einaktige Oper Die Rosen der Madonna und sein Liederzyklus 20 Blumenlieder (op. 500).
Nach dem Machtantritt der Nationalsozialisten 1933 brachte er auf 21 Fahrten mehrere Juden und politisch Verfolgte, im Fond seiner großen Limousine versteckt, heimlich nach Österreich. Nach eigenen Angaben 1938 (nach anderen erst 1939), nach dem „Anschluss“ Österreichs an Deutschland, verließ er wegen seiner ablehnenden Haltung gegenüber dem Nationalsozialismus seine Heimat. Er kam, wie er sich erinnerte, über Zürich nach Paris, von dort emigrierte er mit seiner inzwischen fünften Frau, „Einzi“, über Genua nach New York. Dank seiner ungebrochen fortgesetzten Komponistentätigkeit wurde Robert Stolz, der in den USA die Kriegsjahre verbrachte, dort während der Zeit seiner Emigration auch für einen Filmmusik-Oscar nominiert, für Es geschah morgen (It Happened Tomorrow, 1944); für das für Spring Parade (1941) komponierte Lied Waltzing in the Clouds wurde Stolz in der Kategorie „Bester Song“ nominiert. Am 28. März 1942 erfolgte die Ausbürgerung aus dem Deutschen Reich und die Beschlagnahme seines Vermögens, nachdem er alle Angebote des Deutschen Reiches ausgeschlagen hatte, „in Ehren“ nach Deutschland zurückzukehren.

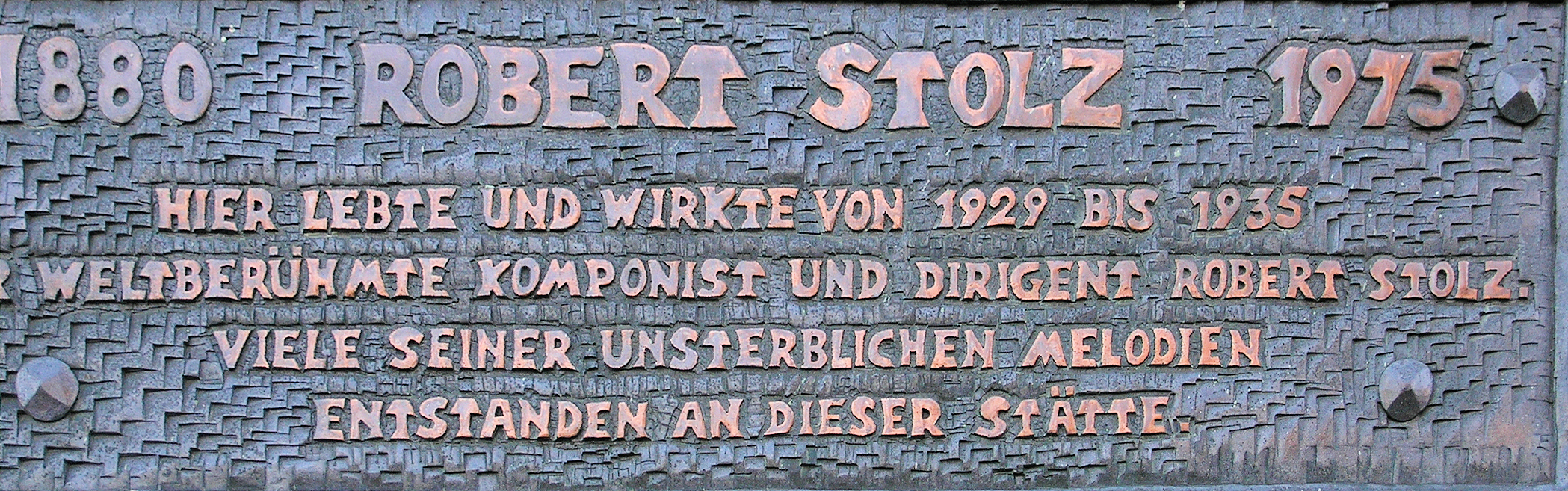
Gedenktafel am Haus Paulsborner Straße 81 in Berlin-Wilmersdorf

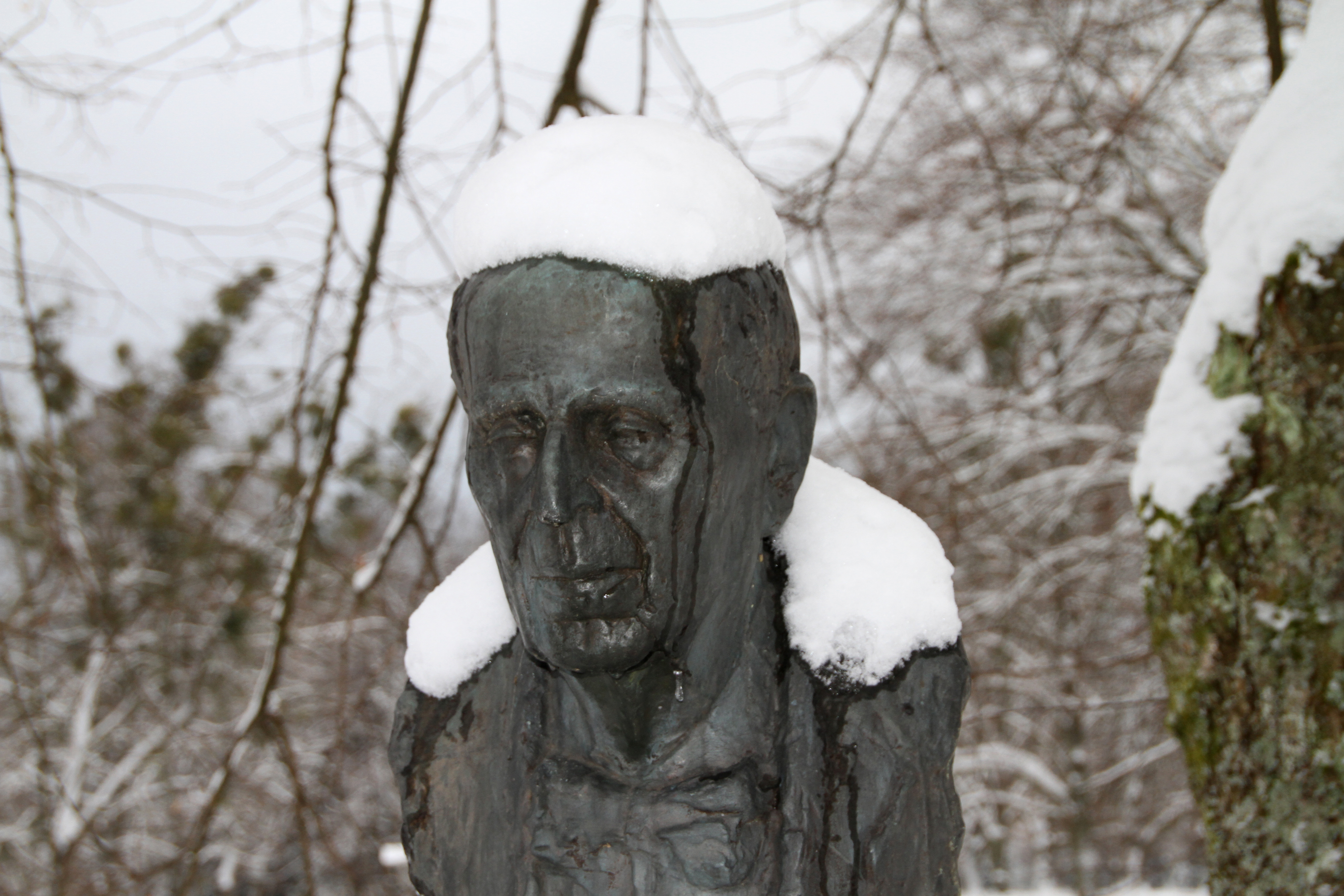
Büste in Baden-Baden

1946 kehrte Robert Stolz nach Wien zurück und setzte seine Tätigkeit als Komponist und Dirigent fort. 1952 begann er, die Musik für die legendäre Wiener Eisrevue zu liefern. Mit Die ewige Eva (Anspielung auf die Wiener Eiskunstlauf-Europameisterin Eva Pawlik) schuf er die erste von 19 Eis-Operetten. 1960 komponierte und dirigierte er den österreichischen Beitrag zum Grand Prix Eurovision de la Chanson, das von Horst Winter gesungene Lied „Du hast mich so fasziniert“ (Stay) in London.
Robert Stolz war fünf Mal verheiratet, zunächst mit den Sängerinnen Grete Holm und Franzi Ressel, mit Josephine Zernitz, mit seiner vierten Ehefrau Lilli und schließlich in fünfter Ehe mit Yvonne Louise Ulrich, genannt „Einzi“ (1912–2004), die auch bis zu seinem Tod als Managerin auftrat. Sie hatte eine Tochter aus ihrer ersten Ehe. Nach dem Tod Robert Stolz’ gründete Einzi die Robert-Stolz-Gesellschaft, schrieb seine Biografie und verlieh zahlreichen Künstlerinnen und Künstlern (unter andern: Udo Jürgens, Milena Rudiferia, Hans-Erich Halberstadt und Klaus Eberle, Leiter des Grazer Salonorchesters) die Robert-Stolz-Ehrenurkunde „für große Verdienste um die Pflege und Förderung seiner Werke“.

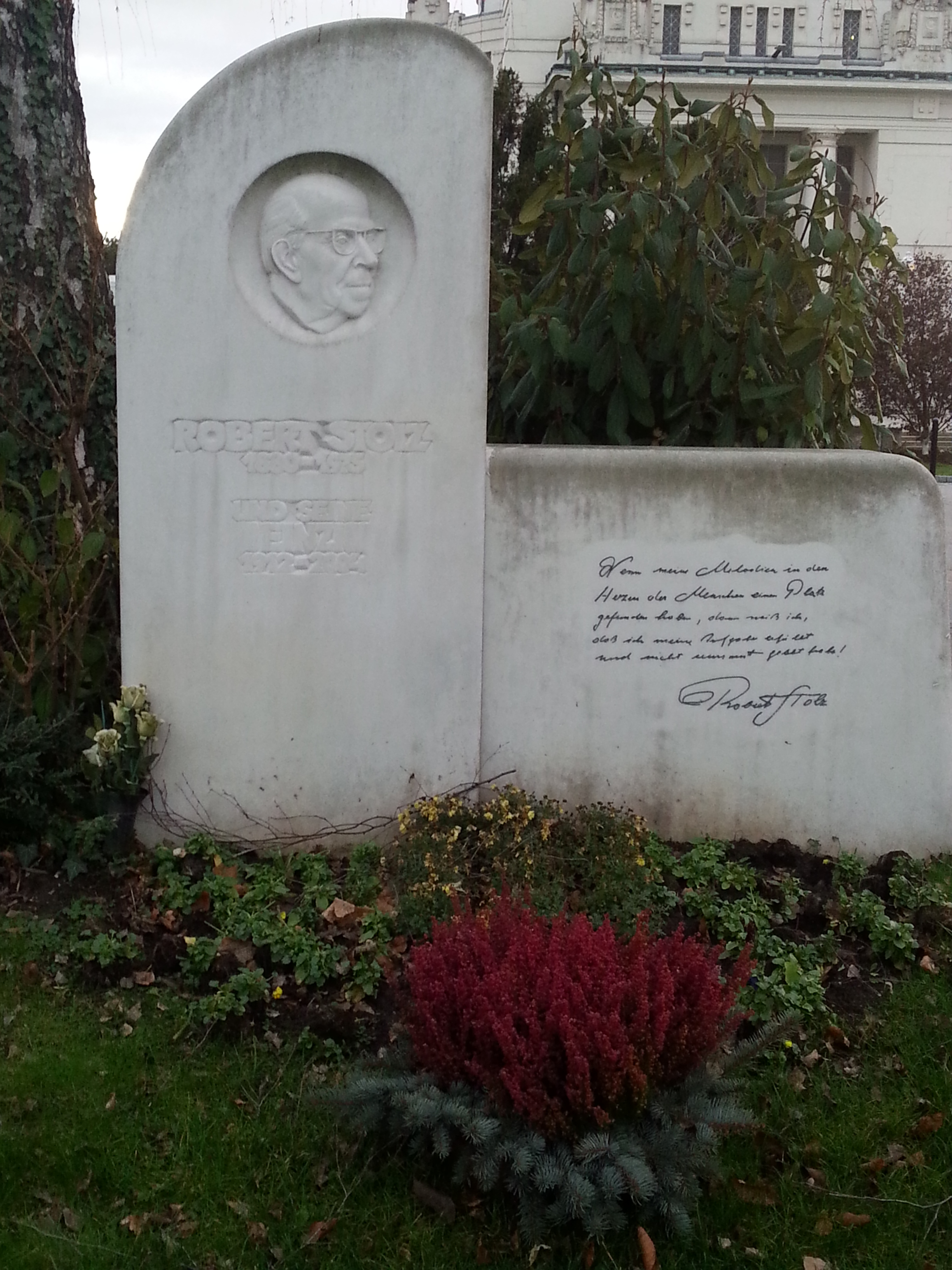
Grab von Robert Stolz auf dem Wiener Zentralfriedhof, Gruppe 32 C, Nummer 24 (Dez. 2014)

Er wurde am 4. Juli 1975 unter Anteilnahme zehntausender Trauergäste in einem Ehrengrab auf dem Wiener Zentralfriedhof (Gruppe 32 C, Nummer 24) in unmittelbarer Nähe der Präsidentengruft beigesetzt. An seiner Seite ruht seine letzte Ehefrau „Einzi“, die am 18. Jänner 2004 in Wien verstarb.

## Zitate

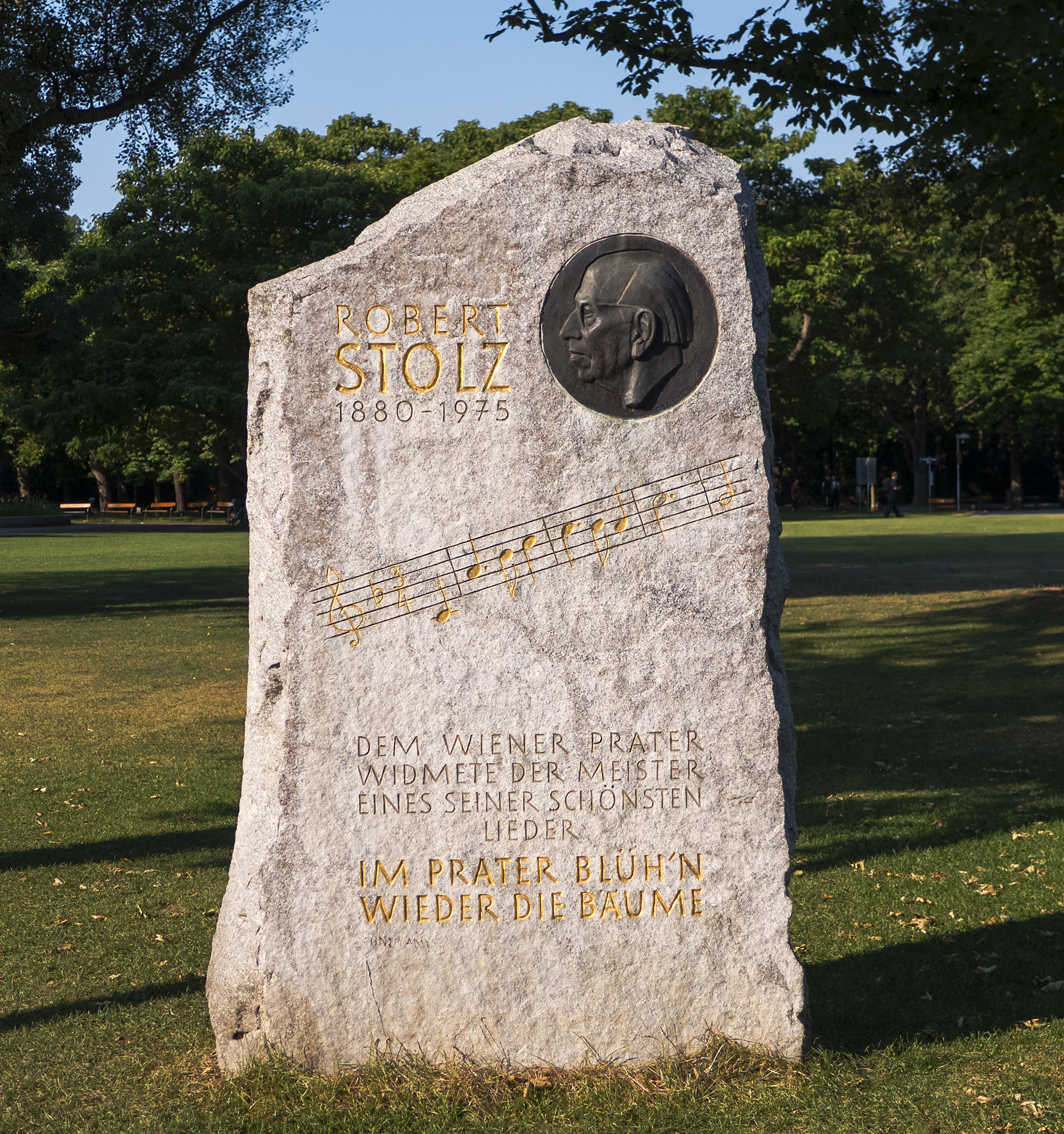
Robert-Stolz-Denkmal
im Wiener Wurstelprater

- „Wenn einmal der Herrgott sagt, komm zu mir, so gibt es nur eines, es bleibt demjenigen nur das, was er verschenkt hat.“
- „Wenn meine Melodien in den Herzen der Menschen einen Platz gefunden haben, dann weiß ich, dass ich meine Aufgabe erfüllt und nicht umsonst gelebt habe!“

## Werke

### Bühnenwerke
- 1901 – Studentenulke (Uraufführung am 21. März in Marburg an der Drau (Maribor) im Stadttheater)
- 1903 – Schön Lorchen (Uraufführung am 3. März in Salzburg)
- 1906 – Manöverliebe (Uraufführung in Brünn)
- 1908 – Die lustigen Weiber von Wien (Uraufführung am 7. November im Kolosseum Brünn)
- 1909 – Die Commandeuse (Uraufführung in Wien)
- 1910 – Grand Hotel Excelsior (Uraufführung am Theater Erfurt)
- 1910 – Das Glücksmädel (Uraufführung am 28. Oktober im Raimundtheater in Wien)
- 1911 – Der Minenkönig (Uraufführung in Wien)
- 1911 – Die eiserne Jungfrau (Uraufführung in Wien)
- 1913 – Du liebes Wien (Uraufführung am 25. Januar 1913 Wien, Intimes Theater)
- 1914 – Das Lumperl (Uraufführung im Wilhelma-Theater)
- 1916 – Der Favorit (Operette. Text: Fritz Grünbaum und Wilhelm Sterk. Uraufführung am 7. April 1916, Komische Oper Berlin)
- 1920 – Der Tanz ins Glück (Uraufführung am 18. Oktober im Komödienhaus in Wien)
- 1920 – Die Rosen der Madonna (Oper; Uraufführung am 1. März)
- 1920 – Das Sperrsechserl (Uraufführung am 1. Juni 1920 im Wiener Komödienhaus)
- 1921 – Kikeriki (Uraufführung in Wien)
- 1921 – Die Tanzgräfin (Uraufführung am 18. Februar am Wallner-Theater in Berlin)
- 1923 – Mädi (Uraufführung am 1. April im Berliner Theater)
- 1925 – Märchen im Schnee (Uraufführung am 1. Dezember in Berlin)
- 1926 – Der Mitternachtswalzer; Libretto: Arthur Maria Willner, Rudolf Österreicher (Uraufführung am 30. Oktober im Bürgertheater in Wien)
- 1927 – Eine einzige Nacht (Operette, T.: Leopold Jacobson, Rudolf Österreicher, Uraufführung am 23. Dezember 1927 am Carl-Theater in Wien)
- 1927 – Prinzessin Ti-Ti-Pa (Uraufführung am 15. Mai 1928 am Bürgertheater in Wien)
- 1930 – Peppina
- 1932 – Venus in Seide (Uraufführung in Zürich)
- 1932 – Wenn die kleinen Veilchen blühen (Uraufführung am 1. April in Den Haag)
- 1933 – Zwei Herzen im Dreivierteltakt (Der verlorene Walzer) (Uraufführung am 30. September im Stadttheater Zürich)
- 1934 – Himmelblaue Träume (Grüezi) (Uraufführung am 3. November im Stadttheater Zürich)
- 1936 – Rise and Shine (Uraufführung Mai 1936, Drury Lane Theatre London)
- 1937 – Die Reise um die Erde in 80 Minuten (Uraufführung am 22. Dezember 1937, Volksoper Wien)
- 1937 – Der süßeste Schwindel der Welt (Uraufführung am 21. Dezember 1937 am Johann Strauß-Theater in Wien)
- 1938 – Balalaïka (zusammen mit Georg Posford und Bernhard Grun) (Uraufführung 1938 Théâtre Mogador Paris)
- 1941 – Night of Love UA am 17. Jänner 1941, Hudson Theatre, New York
- 1945 – Mr. Strauss goes to Boston (Uraufführung am 13. August 1945 am Shubert Theatre in Boston)
- 1946 – Schicksal mit Musik (Uraufführung am 24. November 1946 am Apollo-Theater, Wien)
- 1947 – Drei von der Donau (basierend auf Johann Nestroys „Lumpazivagabundus“, Uraufführung am 24. September 1947 am Wiener Stadttheater)
- 1948 – Ein Lied aus der Vorstadt (Uraufführung am 19. April 1948, Deutsches Volkstheater, Wien)
- 1949 – Fest in Casablanca (Uraufführung am 27. März in Nürnberg)
- 1949 – Frühling im Prater (Uraufführung am 22. Dezember 1949, Stadttheater Wien)
- 1950 – Karneval in Wien
- 1951 – Das Glücksrezept (Uraufführung am 1. Mai 1951, Wiener Bürgertheater)
- 1951 – Rainbow Square (Uraufführung am 21. September 1951, Stoll Theatre, London)
- 1953 – Das Spiel vom lieben Augustin (Uraufführung am 21. Juni 1953, Arkadenhof des Rathauses, Wien)
- 1956 – Kleiner Schwindel in Paris (Uraufführung am 31. Dezember 1956 am Theater in der Josefstadt, Wien)
- 1958 – Wiener Café (Uraufführung Dezember 1989 im Staatstheater Breslau, Operettenhaus)
- 1960 – Joie de vivre (Uraufführung am 3. Mai 1961, Oxford)
- 1962 – Trauminsel (Uraufführung am 27. Juli 1962, Bregenzer Festspiele, Seebühne)
- 1963 – Ein schöner Herbst (Uraufführung am 5. Juni 1963, Theater in der Josefstadt, Wien)
- 1964 – Frühjahrsparade (Uraufführung am 5. März in der Volksoper Wien)
- 1969 – Hochzeit am Bodensee (Neufassung von Himmelblaue Träume (Grüezi) Uraufführung am 23. Juli 1969, Bregenzer Festspiele, Seebühne)
- 1977 – Das Konzert nach dem Bühnenstück von Hermann Bahr, Musik aus dem Nachlaß von Robert Stolz, (Uraufführung, Kammerspiele, Wien).

### Lieder
- Servus Du (29. Dezember 1911) – Text: Benno Vigny[13]
- Wien wird schön erst bei Nacht (1916) – Text: Wilhelm Sterk
- Im Prater blüh'n wieder die Bäume (1916) – Text: Kurt Robitschek
- Das ist der Frühling in Wien – Text: Arthur Rebner
- Du sollst der Kaiser meiner Seele sein. (1916) – Text: Fritz Grünbaum und Wilhelm Sterk
- Hallo, du süsse Klingelfee (1919) – Text: Arthur Rebner
- Salome, schönste Blume des Morgenlands (1920) (orientalischer Foxtrott) – Text: Arthur Rebner
- Dann geh' ich hinaus in den Wienerwald... (1920) (Walzer) – Text: Alfred Grünwald und Robert Blum
- Ich will deine Kameradin sein (1930) – Text: Walter Reisch
- Die ganze Welt ist himmelblau – Text: Robert Gilbert
- Mein Liebeslied muß ein Walzer sein – Text: Robert Gilbert
- Zwei Herzen im Dreivierteltakt (1930) – Text: Walter Reisch & Armin L. Robinson
- Das Lied ist aus (Frag nicht warum ich gehe) (1930) – Text: Walter Reisch
- Wiener-Café Walzer
- Adieu, mein kleiner Gardeoffizier (1930) – Text: Walter Reisch
- Ich liebe dich
- Auch du wirst mich einmal betrügen (1933) – Text: Walter Reisch & Armin L. Robinson
- Vor meinem Vaterhaus steht eine Linde (1934) – Text: Bruno Hardt-Warden
- Auf der Heide blüh'n die letzten Rosen (1935) – Text: Bruno Balz
- Ob blond, ob braun, ich liebe alle Frau'n (1935) – Text: Ernst Marischka
- Es blüht eine Rose zur Weihnachtszeit (Christrosenlied) (1967) – Text: Kurt Hertha

### Filmmusik
- 1929: Der Mitternachtswalzer
- 1930: Zwei Welten
- 1930: Das Lied ist aus
- 1931: Die Marquise von Pompadour
- 1932: Der Prinz von Arkadien
- 1933: Was Frauen träumen
- 1935: Der Himmel auf Erden
- 1936: Ungeküßt soll man nicht schlafen gehn (Wer zuletzt küßt …)
- 1940: Spring Parade
- 1944: Es geschah morgen (It Happened Tomorrow)
- 1948: Anni
- 1948: Kleine Melodie aus Wien
- 1948: Rendezvous im Salzkammergut
- 1949: Mein Freund Leopold (Mein Freund, der nicht nein sagen kann)
- 1955: Die Deutschmeister
- 1958: Im Prater blüh’n wieder die Bäume
- 1960: Prinzessin Olympia (Olimpia)
- 1960: Das Spiel vom lieben Augustin

### Orchesterwerke
- UNO-Marsch, op. 1275 (den Vereinten Nationen gewidmet)

## Auszeichnungen

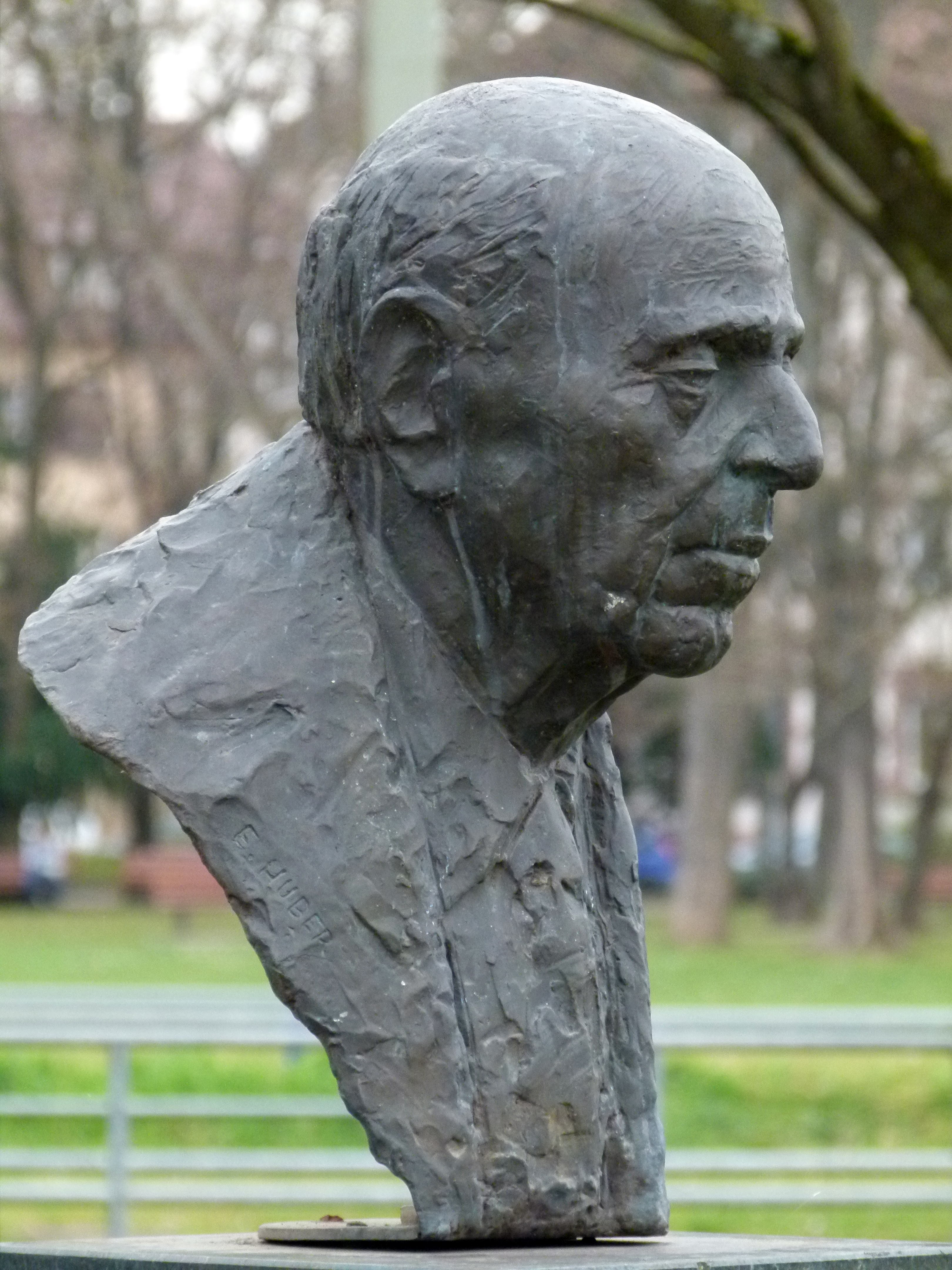
Büste von Robert Stolz im Kurpark von Bad Cannstatt (Stuttgart)

- 1934 Internationale Filmfestspiele von Venedig: Große Medaille (Beste Musik) für Frühjahrsparade
- 1941 Oscar-Nominierung (Kategorie Bester Song) für das Lied Waltzing in the clouds aus Spring Parade
- 1945 Oscar-Nominierung (Beste Musik) für Es geschah morgen (It Happened Tomorrow)
- 1946 Professor honoris causa durch die Österreichische Regierung
- 1947 Bürgerurkunde der Stadt Wien (→ Liste der Bürger ehrenhalber der Stadt Wien)
- 1962 Großes Verdienstkreuz des Verdienstordens der Bundesrepublik Deutschland
- 1963 Anton-Bruckner-Ring
- 1964 Erstes Ehrenmitglied der Volksoper Wien
- 1965 Ehrenring der Stadt Graz
- 1968 Ehrenring des Landes Steiermark
- 1969 Filmband in Gold für langjähriges und hervorragendes Wirken im deutschen Film
- 1969 Ehrenring der Bregenzer Festspiele
- 1970 Ehrenbürger der Stadt Wien
- 1970 Kultureller Ehrenbrief der Stadt Passau
- 1970 Ehrenbürger der Stadt Graz
- 1970 Ehrenmedaille der Stadt Rotterdam
- 1970 Ehrenring der GEMA
- 1970 Ehrenmedaille der Stadt Jerusalem
- 1970 Österreichisches Ehrenzeichen für Wissenschaft und Kunst
- 1971 Jerusalem-Medaille (für die Fluchthilfe zugunsten jüdischer Bürger)
- 1973 Ehrenmitglied der Wiener Volksoper

## Ehrungen

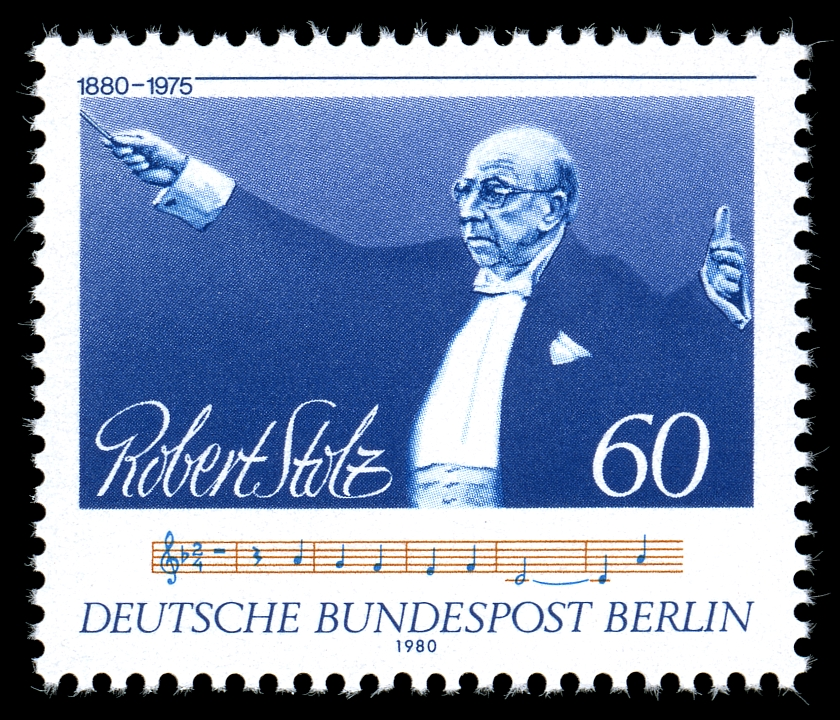
Briefmarke der Deutschen Bundespost Berlin von 1980

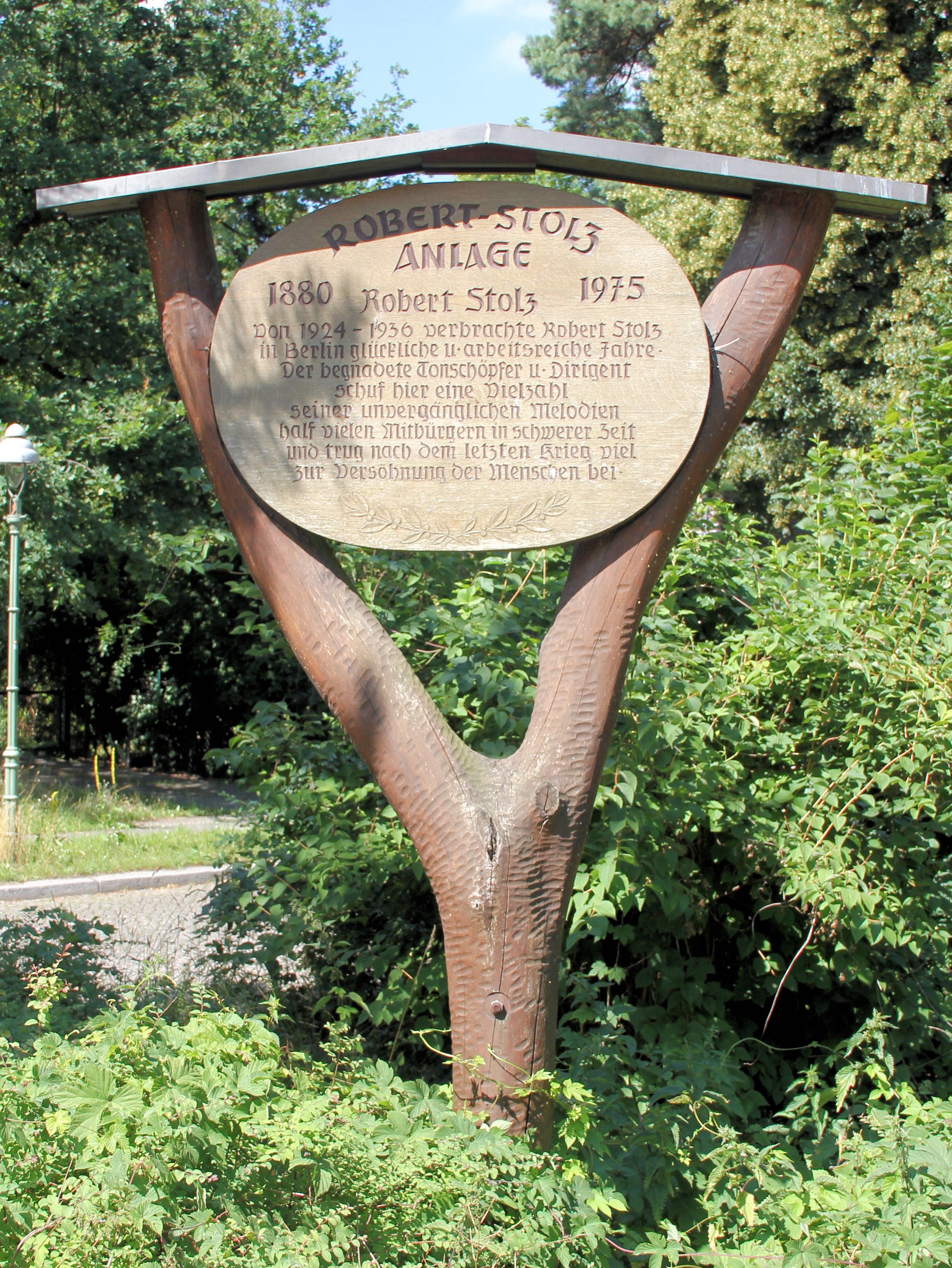
Gedenktafel, Waldmeisterstraße 2, in Berlin-Grunewald

Zahlreiche Straßen und Plätze in Deutschland und Österreich tragen seinen Namen. So wurde im Jahr 1978 in Wien, Innere Stadt (1. Bezirk), beim Opernring der Robert-Stolz-Platz nach ihm benannt, in u. a. Augsburg, Düsseldorf, Nürnberg und Wiesbaden gibt es eine Robert-Stolz-Straße.
Im Unteren Kurpark von Stuttgart-Bad-Cannstatt steht seine Büste; Stolz war hier vor dem Ersten Weltkrieg zeitweilig Kapellmeister.
In Österreich gibt es eine Robert-Stolz-Gesellschaft, ebenso wurden Robert-Stolz-Vereinigungen in Großbritannien, Frankreich, Belgien, Australien, Japan, Uruguay und Südafrika gegründet.
Noch zu Robert Stolz’ Lebzeiten begann der amerikanische Schriftsteller Aram Bakhsian jr., die Lebenserinnerungen von Robert und „Einzi“ Stolz aufzuzeichnen. Bei seinen zahlreichen Besuchen in Wien führte er Gespräche mit dem Ehepaar Stolz und verwendete diese zusammen mit Tonbandaufzeichnungen für seine Robert-Stolz-Biographie „Servus, Du“ (englischer Titel „The Barbed Wire Waltz“), die auch als Taschenbuch unter dem Titel „Die ganze Welt ist himmelblau“ erschienen ist. Allerdings ist nachgewiesen, dass dieses Werk in vielen Details unrichtig ist und für die Zeit ab 1946 ausschließlich von Einzi Stolz verfasst wurde.
Robert Stolz wurde auf zahlreichen Briefmarken und Sonderpoststempeln schon zu seinen Lebzeiten geehrt. Briefmarken mit dem Porträt von Robert Stolz erschienen in Österreich, Deutschland (Deutsche Bundespost Berlin), San Marino, Paraguay, Uruguay, Ungarn und sogar in Nordkorea. Die Anzahl der ihm gewidmeten Sonderpoststempel ist kaum überschaubar und hat sich zu einem eigenen Sammelthema, der „Robert Stolz-Philatelie“ verselbständigt. Über lange Jahre wurde in England die „Robert Stolz Trophy for Music Philately“ verliehen. Bei den Österreichischen Bundesbahnen führte ihm zu Ehren 1990 der Eurocity 16/17 von München nach Graz bzw. später als EC 168/169 von Graz nach Zürich seinen Namen.
Der Steirische Blasmusikverband verleiht neben dem Steirischen Blasmusikpanther den Robert-Stolz-Preis als besondere Auszeichnung für die Blasmusikkapellen, die darüber hinaus bestimmte Voraussetzungen erfüllen.
Die Wiener Philharmoniker eröffneten das von Mariss Jansons dirigierte Neujahrskonzert am 1. Jänner 2016 mit dem UNO-Marsch von Robert Stolz.
Die Stadt Graz hat 2020 angekündigt, ihrem großen Sohn bis 2021 ein Museum zu errichten, nachdem eine frühere Einrichtung, die ab 1991 in Stolz’ Geburtshaus am Mehlplatz eingerichtet war, schon längere Zeit nicht mehr existiert. Das Besondere des neuen Projektes ist die Integration der Ausstellung in eine städtische Senioreneinrichtung als „generationenübergreifendes Museum“. Der erste Spatenstich für das auf 3,4 Millionen Euro veranschlagte Projekt erfolgte am 8. September 2021. Die Bauarbeiten sollen Ende 2022 abgeschlossen sein, die Eröffnung ist für Frühjahr 2023 geplant.